# 陳傳經
陳傳經，浙江诸暨暨阳人，清朝政治人物、進士出身。
嘉慶十三年，登進士，改庶吉士，嘉慶十四年，授翰林院編修。